# Kan bale an ARB

Kan bale an ARB est une chanson du chanteur Glenmor (Milig ar Skañv), devenue l'hymne du Front de libération de la Bretagne (FLB) et de l'Armée révolutionnaire bretonne (ARB). Le Kan bale est un appel à la révolte « contre une France que Glenmor considère comme un État colonial ».

## Reprises
En 1992, le groupe de rock nantais EV l'enregistre pour l'album Distruj et le joue en concert sur Mar plij. En 2007, dans leur premier album Dañs an Diaoul (« La Danse du diable »), Les Ramoneurs de menhirs insèrent BellARB, mixant les paroles du chant de révolte italien Bella ciao.
Dans une facette plus classique, la chanson se retrouve dans l'image no 11 de l'album Roz Bras du pianiste Didier Squiban et est interprétée par le chœurs d'hommes de Bretagne Mouezh paotred Breizh sur son disque Mouezh paotred Breizh e Pleiben.